# Dystrykt Wschodni (Samoa Amerykańskie)
Dystrykt Wschodni (Eastern District) – jednostka administracyjne Samoa Amerykańskiego.
Dystrykt Wschodni położony we wschodniej części wyspy Tutuila oraz na wyspie Aunuʻu. Na jego terenie znajduje się 35 wiosek:
- Afono
- Alao
- Alofau
- Alega
- Amaua
- Amouli
- Anua
- Aoa
- Atuʻu
- Aūa
- Auasi
- Aumi
- Aunuʻu
- Auto
- Avaio
- Fagaʻalu
- Fagaʻitua
- Faganeanea
- Fagasā
- Fagatogo
- Fatumafuti
- Leloaloa
- Lauliʻi
- Masausi
- Masefau
- Matuʻu
- Nuʻuuli
- Onenoa
- Pago Pago
- Saʻilele
- Tula
- Utulei
- Utumea East
- Vatia
- Pagai